# Oriini
Oriini – plemię pluskwiaków różnoskrzydłych z rodziny dziubałkowatych i podrodziny Anthocorinae.
Dziubałkowate te mają wierzch ciała pozbawiony długich i smukłych szczecinek. Przedplecze ich jest niepunktowane, często zaopatrzone w wyraźne włoski makroskopowe po bokach. Półpokrywy mają niepunktowane międzykrywki. Odnóża zwieńczone są zwykle krótkimi i prostymi pazurkami oraz dużych rozmiarów przylgami. Golenie przedniej pary odnóży pozbawione są fosullae spongiosae, natomiast u samców często mają rządek ząbków. Samice mają segmenty odwłoka od szóstego do ósmego oraz genitalia asymetryczne. Narząd kopulacyjny stanowi spiralna lewa paramera z rowkiem, w którym mieści się edeagus o krótkiej endosomie. Samica ma pojedynczą, krótką rurkę kopulacyjną.
Plemię kosmopolityczne.
Takson ten wprowadził w 1955 roku Jacques Carayon. Należy doń 12 rodzajów:
- Bilia Distant, 1904
- Carayonocoris Muraleedharan, 1977
- Dokkiocoris Miller, 1951
- Kitocoris Herring, 1967
- Macrothacheliella Champion, 1900
- Montandoniola Poppius, 1909
- Odontobrachys Fieber, 1860
- Orius  Wolff, 1811
- Pachytarsus Fieber, 1860
- Paratriphleps Champion, 1900
- Turnebiella Poppius, 1915
- Wollastoniella Reuter, 1884